# Mujinci
Mujinci (cyr. Мујинци) – wieś w Bośni i Hercegowinie, w Republice Serbskiej, w gminie Prnjavor. W 2013 roku liczyła 181 mieszkańców.